# کنشویچه
کنشویچه (به لهستانی:  Knyszewicze) یک روستا در لهستان است که در گمینا شوجاوووو واقع شده‌است.